# François Moseley
François Moseley war ein US-amerikanischer Jazz-Schlagzeuger und Bandleader.

## Leben und Wirken
Moseley stammte aus New Orleans und arbeitete Ende der 1920er Jahre mit seiner Territory Band François Moseley’s Louisiana Stompers, in der 1929 auch der Pianist Albert Ammons spielte, in Chicago. Dort trat er dann in den folgenden Jahren als Frankie Franko & His Louisianians auf. Zu seiner Band gehörte auch der Trompeter und Sänger Punch Miller und der Saxophonist Franz Jackson. Die Louisianians hatten von 1929 bis 1934 ein regelmäßiges Engagement im Nachtclub The Golden Lily (309 East 55th Street am Garfield Blvd.) in Chicago. 1930 nahm Moseley für das Label Melotone zwei Schallplattenseiten auf, die Songs Golden Lily Blues und Somebody Stole My Girl. Aus späteren Jahren liegen keine weiteren Aufnahmen Moseleys vor.

## Diskographische Hinweise
- Jazz The World Forgot Volume 1 (Jazz Classics Of The 1920's) (Yazoo, 1996)
- R. Crumb's Heroes Of Blues, Jazz & Country (2006)